# Fejdebrev
Et fejdebrev indgik i en skik i
både Tyskland og Danmark, idet en
fejde blev indledt med en formelig undsigelse.
Denne skulle her i landet i almindelighed ske skriftligt
ved et åbent brev der blev overbragt af to
adelsmænd, og kunne kun ske mundtligt når
modparten var villig til at modtage den på denne
måde. Et sådant brev kaldtes for et fejdebrev.
Grundtvig brugte 1825 udtrykket i fortalen til sit udfald – Kirkens Gienmæle – mod professor H.N. Clausen for dennes skrift Catholicismens og Protestantismens Kirkeforfatning, Lære og Ritus.
"... at Striden fra min Side slet ikke er personlig, og ingenlunde blot videnskabelig, men saa reen kirkelig som mueligt, derfor kalder jeg dette Feidebrev Kirkens Gienmæle, indskydende dermed Sagen, fra den blotte Læse-Verden, for den almindelige Christenheds Domstol. ..." (Faksimile Arkiveret 5. marts 2016 hos  Wayback Machine fra Arkiv for Dansk Litteratur, Adl.dk)